# Tonsala
Tonsala — викопний рід сулоподібних птахів вимерлої родини Plotopteridae, що існував у ранньому олігоцені на західному узбережжі Північної Америки. Фрагменти кінцівок знайдено в американському штаті Вашингтон.